# Central Standard Time

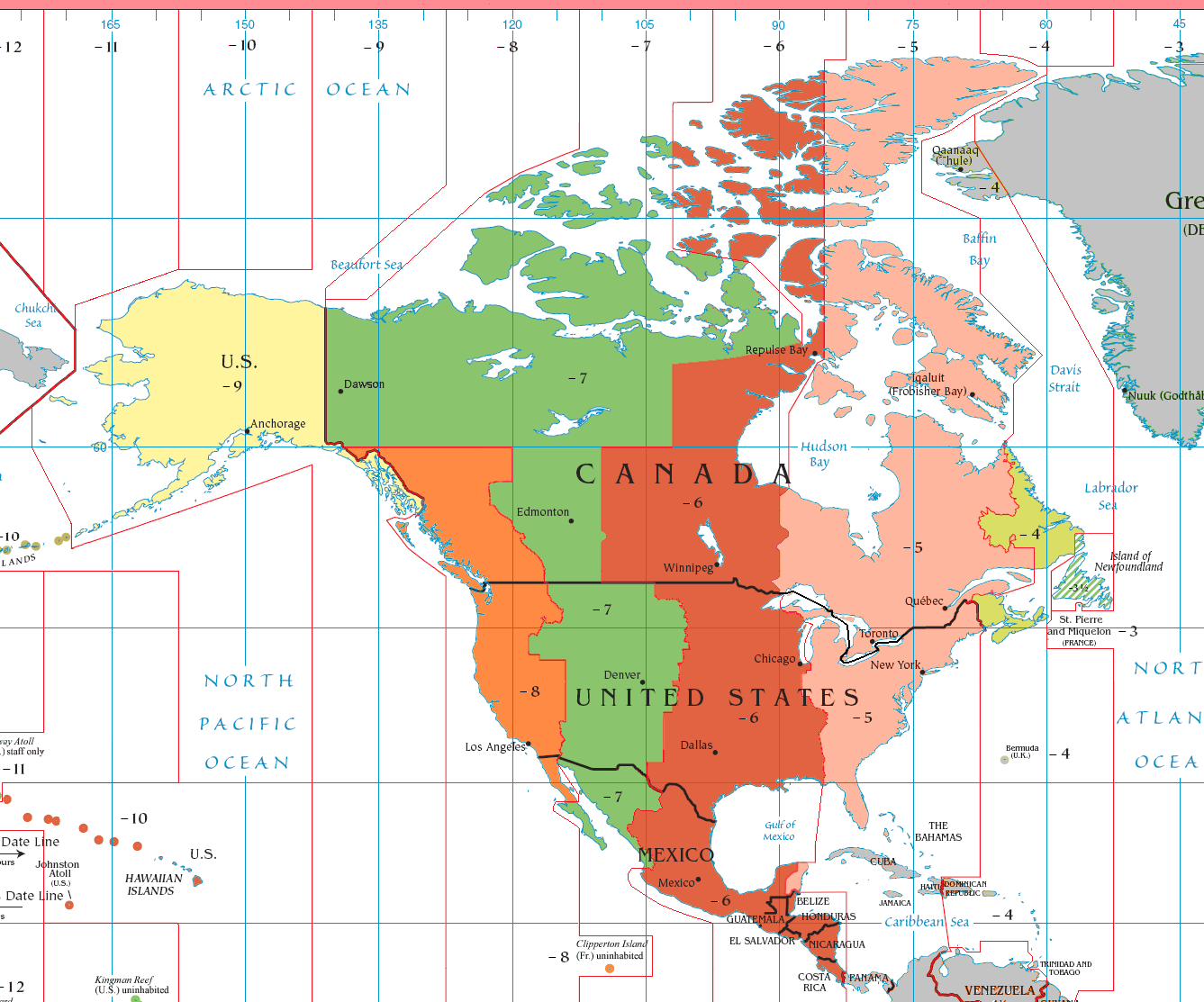
Central Standard Time

Central Standard Time of CST is een tijdzone, die zes uur achterloopt op UTC.
De volgende gebieden volgen Central Standard Time (* geeft aan dat zomertijd wordt toegepast).
- Belize
- Canada (Manitoba*, Nunavut (Southampton Eiland)*, Nunavut (centraal)*, Ontario (Western)*, Saskatchewan)
- Chili (Paaseiland)
- Costa Rica
- Ecuador (Galápagoseilanden)
- El Salvador
- Guatemala
- Honduras
- Mexico* (met uitzondering van Zuid-Neder-Californië*, Chihuahua*, Sinaloa*, Sonora, Nayarit (deels)*)
- Nicaragua
- Puerto Rico
- Verenigde Staten (Alabama*, Arkansas*, Florida (meest westelijke gedeelte van de panhandle)*, Illinois*, Indiana*, Iowa*, Kansas*, Kentucky (westelijk)*, Louisiana*, Minnesota*, Mississippi*, Missouri*, Nebraska (oostelijk)*, North Dakota*, Oklahoma*, South Dakota (oostelijk)*, Tennessee (westelijk)*, Texas*, Wisconsin*)